# Kosančić (Bojnik)
Kosančić (Bojnik) (em cirílico: Косанчић) é uma vila da Sérvia localizada no município de Bojnik, pertencente ao distrito de Jablanica, na região de Pusta Reka. A sua população era de 361 habitantes segundo o censo de 2002.

## Demografia
| 1948 | 1953 | 1961 | 1971 | 1981 | 1991 | 2002 | 2011 |
| ---- | ---- | ---- | ---- | ---- | ---- | ---- | ---- |
| 681  | 707  | 674  | 615  | 535  | 430  | 416  | 361  |